# Nyctimene masalai
Nyctimene masalai é uma espécie de morcego da família Pteropodidae. Endêmica da Papua-Nova Guiné, é registrada apenas da ilha da Nova Bretanha. A validade do táxon é questionável.